# 宮崎松記
宮崎 松記（みやざき まつき、1900年（明治33年）1月10日 - 1972年（昭和47年）6月14日）は、日本の医学者。国立療養所菊池恵楓園の園長を勤め、その後インドで救らいセンターを作った。ハンセン病研究・患者の治療を行い、「日本のシュヴァイツァー」と呼ばれた。熊本県八代市日奈久町生まれ。位階は従三位。

## 人物
第五高等学校学生時代、ハンナ・リデルの回春病院にいきハンセン病に興味をもつ。京都帝大をへて大阪赤十字病院外科部長。1934年（昭和9年）九州療養所所長。本妙寺事件、龍田寮事件などに関与した。1951年（昭和26年）の参議院に参考人として招かれ、光田健輔と共に隔離政策の強化を主張したが、批判をあび、後に発言を取り消した。しかし、国立療養所菊池恵楓園（九州療養所が改名した）では入所者数は増加しつづけ、彼が辞職して初めて減少に転じた。
学問的には、「戦争とらい」を研究し、戦争中らいを発病した場合は、結核を発病したと同様な取扱いとさせたのは彼の功績である。菊池恵楓園を拡大しらい研究所の分室をつくったが、あまりにも予算をとったので他の施設からよく思われなかった。1958年（昭和33年）、恵楓園退職。その後、アジア救らい協会（JALMA：Japan Leprosy Mission for Asia）を設立し、インドのアグラに救らいセンターを作りハンセン病患者への援助活動やハンセン病の基礎研究をした。
1972年6月14日に発生した日本航空ニューデリー墜落事故で乗客として同機に搭乗しており、客死した。

### 菊池恵楓園退官の理由
- 宮崎が菊池恵楓園の園長を定年を待たずして退官した理由ははっきりしない。
  - 杉村春三の長男杉村純が著した「らいと社会福祉」には、「『当時発生した妙な宮崎対中央の気流の流れ』と短く記述されていますが、実際は永年に及ぶもので、ついに宮崎は退職し、父（杉村春三）もリデル・ライト記念養老院を去り、本論文（らいと社会正義）も中断された。宮崎はしばしば夜我が家を訪れ父杉村春三と懇談しており、宮崎が中央の或る人物にいかに執拗な妨害を受けていたかが子供の私の耳にも届いていた。[3]」との記述がある。

## 業績と事件

### 戦争と癩
宮崎は「戦争と癩」を研究しており、その題で1947年（昭和22年）の敬愛園で行われたらい学会において特別講演を行った。それは1948年（昭和23年）の「レプラ」誌の最初の論文となった。宮崎は戦前より軍人と癩について研究し、陸海軍省に癩を結核と同様、軍務起因性疾患の認定せよと訴え、認められた。即ち癩を発病した軍人は恩給法上、結核を発病した場合と同じ取り扱いをうけるようになった。
また、軍人専門の療養所の必要性を訴え、その結果傷痍軍人駿河療養所（現国立駿河療養所）が設置された。宮崎は菊池恵楓園に入所したハンセン病を発病した軍人について、発病にどういうストレスが作用したかを研究し（一部を挙げれば146例中、過労50例、アメーバ赤痢12例、寒冷11例、不明40例）、特に入営6か月以内の発症が多いと述べ、感染症でもストレスが影響したと主張した。ということは、癩も感染症としては普通の疾患であると考えていた。

### 本妙寺事件
1940年（昭和15年）7月9日に本妙寺ハンセン病集落の患者の強制収用が行われた事件を本妙寺事件という。この事件の意義を無癩県運動とする考えや、来るべき戦争に備えてだとする考えがある。また、収容された患者の大部分は他の療養所に送られたので、本妙寺集落と九州療養所の腐れ縁を断つという考えもある。患者の輸送に関して、翌年の回春病院患者の収容を考えていたという説もある。
1927年（昭和2年）の療養所長会議（内務省）における療養所長から出された議題に、「癩集合地の整理」とあるので、このことは相当前から検討されていた。本妙寺ハンセン病集落の問題は重要な問題であった。内田守と潮谷総一郎は本妙寺集落を実際に調査し、患者からも相当信用されていた。患者6名が九州療養所に入所を希望したが、宮崎が反対したので、愛生園に二人で連れていった。その時潮谷は初めて光田と会ったという。その後の療養所長会議で、本妙寺集落の強制収用は正式に決定された。収容された患者の一部は楽泉園の特別病室に収容された。。

### 龍田寮事件

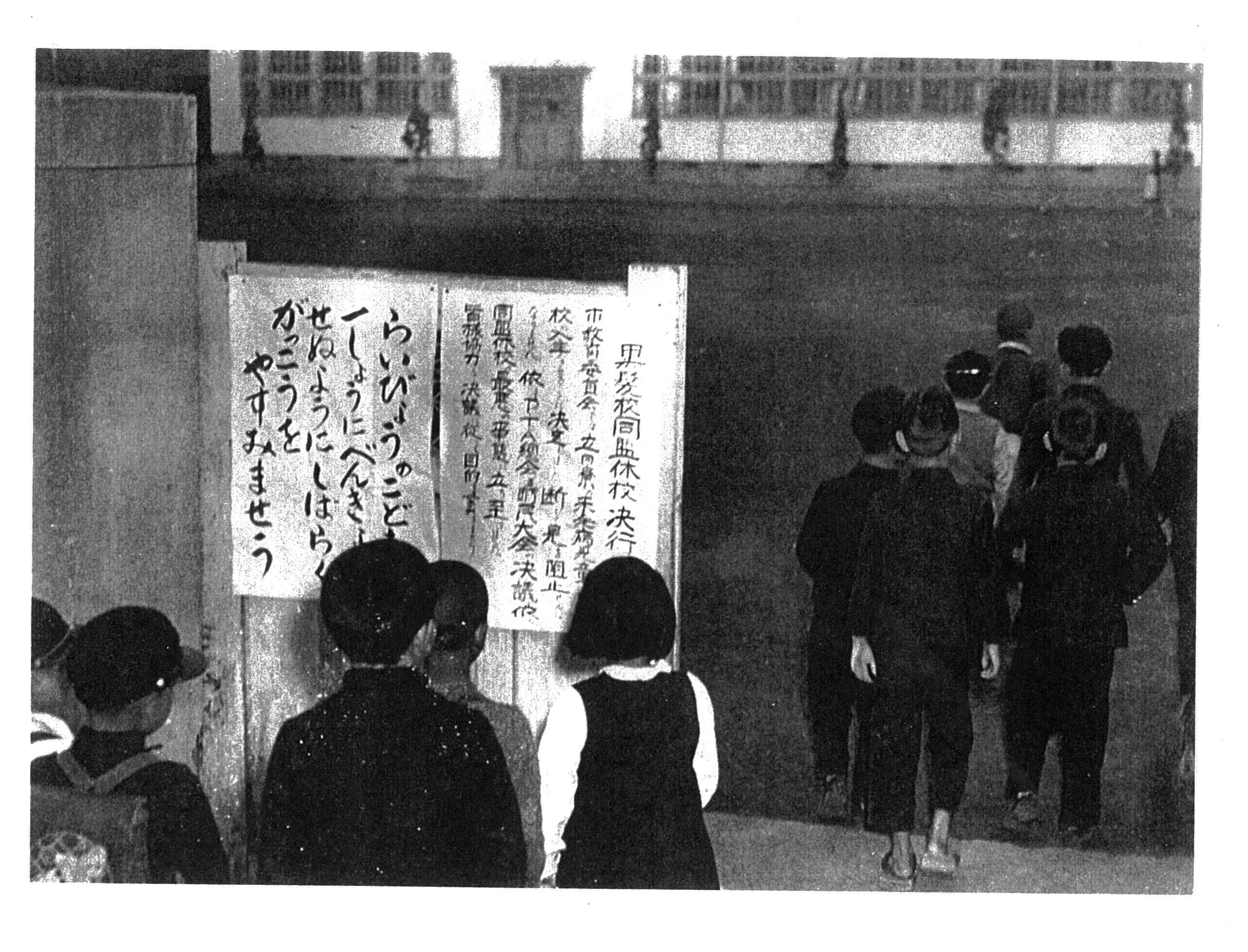
1954年4月8日に龍田寮の児童の通学をめぐって同盟休校に入った熊本市立黒髪小学校

別名黒髪校事件。国立療養所菊池恵楓園の保育園は、回春病院の閉鎖後の跡地（龍田寮）に1941年（昭和16年）に移動した。菊池恵楓園のハンセン病患者の子供（所謂未感染児童）が58名（幼児26名、小学生23名、中学生7名、高校生2名）そこに住むことになった。そこでは学校の教師は僅か一人であり、教育は大変不満足なものがあった。
恵楓園園長であった宮崎や事務長は13年間粘り強く交渉して、学童生徒を一般の小学校中学校へ通学するようにし、生徒たちは1954年（昭和29年）に黒髪小学校に通学できることになったが、同校PTAの一部のものにより入学が阻止された。これが龍田寮事件である。小学校新入生4名が熊本大学皮膚科を受診、1名が要観察となった。1年間にわたり同校区内での議論が紛糾して自主授業や集会などが繰り返されたが、調停が行われ熊本商大高橋守雄学長が3人の児童を引き取り通学させることで一応の解決をみた。
この事件は黒髪校区PTA会長による政治がらみの事件で、同じ校区の桜山中学ではこういう事件は発生していない。その後龍田寮の児童生徒は、児童養護施設や親戚に引き取られ一般の小中高校に入学した。熊本地方法務局の調査によると、同じ条件の保育園ではこのような事件は起こっていないという。この事件は相当のしこりを残した。

### インド救らいセンターの経緯
京都大学同級の木村潔名誉教授は、最初はライオンズクラブ全国大会で同級生の平澤京都大学総長が宮崎松記の悲願を達成させようとの名演説から始まると、書いている。浄財の寄付が集まり、資金が集まった。第五高等学校出身の2人の首相も力になった。
1966年（昭和41年）にインドに渡り、翌1967年（昭和42年）、アグラにインド救らいセンターを設置。設置後1年間で診療した患者は約1万人、巡回診療で移動した距離は約2万キロに及んだ。1968年（昭和43年）3月、アジア救らい協会の藤原勘治理事長らとの事務打ち合わせのため家族とともに一時帰国し、帰国中に日本らい学会にも出席して支援を呼び掛けた。
インド救らいセンターには幾度か危機が訪れた。インド政府も一度唐突に観光地であるから、建設に反対であるという申し入れがあったが、日本における対感情に問題がおこるという申し入れをしたほか、発足後には宮崎博士が殉職した。日本が建設したこのセンターは電子顕微鏡など優秀な機械が多数備え付けられていた。その後、1976年（昭和51年）末にインド中央政府保険省直轄に移管され、現在は保健家族福祉省のもとで運営されている。この経験は後日、タイ国にハンセン病研究所を寄付した際にも生かされた。

## 経歴
- 宮崎松記没後20年記念の『インドのおじいちゃん　ありがとう』1992に基づく[8]
- 1900年1月10日　熊本県八代市日奈久町井上家の三男として出生
- 1914年　八代市の開業医宮崎家に養子となる
- 1917年　八代中学卒業、第五高等学校入学。近接した回春病院でハンナ・リデルのハンセン病への献身に影響を受ける
- 1920年　京都大学医学部入学
- 1923年　養子先の長女宮崎千代と結婚
- 1924年　同卒業。大阪赤十字病院に勤務
- 1932年　医学博士
- 1934年　九州療養所所長として赴任
- 1937年　陸海軍医務局に軍隊内で発生したらい患者を一等症として軍人恩給の改正をすべしと主張
- 1940年　所長時代、本妙寺集落の患者を収容

　　　　　軍人恩給について1937年の主張が認められた。
- 1941年　九州療養所が国立移管して菊池恵楓園となる
- 1954年　黒髪校問題を提起（社会の偏見を是正するために法務局に訴える）
- 1958年　菊池恵楓園園長を退官
- 1959年　京都におけるライオンズ大会でインド救らい視察派遣がきまる
- 1962年　財団法人アジア救ライ協会が設立さる
- 1963年　インド救ライセンター定礎式
- 1964年　アグラ市に救ライセンターを開院
- 1971年　インド救ライ活動5周年記念式　11月 叙勲 勲一等瑞宝章
- 1972年6月14日　ニューデリー近郊にて日航機事故で死去。従三位、銀杯一組。

## 業績
- 菊池恵楓園50年史による[9]
- らいの症状発展過程について(1938)　第12回らい学会(熊本)
- らいの発病、ならびに増悪因子について(1938) 同
- らいの発展過程発病誘因並びに初期の対策について(1939) 第13回らい学会(青森)
- らい菌の多形態性について(1940)　第14回らい学会(京城)
- 特殊環境におけるらい発病の観察　同
- らいの治療方針について(1941)　第15回らい学会(大阪)
- らいの所謂潜伏期について(1941) 同
- らいの治療可能の限界について(1942) 第16回らい学会(岡山)
- らいの早期診断における単純性斑点状知覚障害の意義　同
- らいの発生病理(1943) 第17」回らい学会(草津)
- らいの早期診断における単純性斑点状知覚障害の意義　同
- 戦争とらい(1947)　第20回らい学会(鹿屋)
- らい性無汗症に関する研究　第21回らい学会（東京)
- 私のらい発生病理論の立場かららいの潜伏期問題を論じる　同
- らい性神経痛にたいする頸動脈毬摘出術の効果について　同
- 再びらいの潜伏期問題について　(1948) 第22回らい学会(青森)
- プロミン治療試験と組織学的検索について　同
- 生後9カ月にて診断したらいの1例　(1950) 第23回らい学会(大阪)
- 再びそう生児におけるらい発病の観察 同
- らいの感染と発病　同
- 勝木式皮膚電気抵抗測定器によるらいの知覚異常　(1951) 第24回らい学会(東京)
- 勝木式皮膚電気抵抗測定器によるらいの知覚異常　(1952) 第25回らい学会(岡山)
- 熱輻射線疼痛計によるらいの痛覚式値　同
- らいの頓挫型について　同
- 菊池恵楓園におけるらいの化学療法について　同
- らい性結節性紅斑の消長に伴う蛋白並びに糖質代謝　(1949) 第27回らい学会(東京)
- らい診断における2、3の興味ある経験 (1956) 第29回らい学会(仙台)
- Acidomycinの皮内注射によるらいの治験　同
- 赤外感光色素　Neo-CYANCORの治療効果について　(1957) 第30回らい学会(名古屋)
- 赤外感光色素　Neo-CYANCORの治療効果について　 (1958)第31回らい学会(松本)
- [Antileprosy campaign in India].　Miyazaki M. Nihon Ishikai Zasshi. 1969 Dec 1;62(11):1160-3.

## 著書
- 『ぼだい樹の木陰で インド救ライの道』1969年。ASIN B012CEKPQK。